# Basílica de São Martinho (Bingen am Rhein)
A Basílica de São Martinho  (em alemão:  Basilika Sankt Martin)  também chamada de Basílica de Bingen am Rhein, é a principal igreja católica da cidade de Bingen am Rhein, na Renânia-Palatinado, na Alemanha.
A igreja está localizada na margem do Nahe. Foi restaurada e renovada várias vezes, pelo que é uma fusão de estilos diferentes; Por volta de 793 foi construída a cripta, que é uma das criptas mais antigas da Austrásia.
A igreja é dedicada a São Martinho de Tours, que é retratada acima da entrada principal e em muitos afrescos e o retábulo.
Em 1416, a igreja foi ampliada e remodelada de acordo com os ditames do estilo gótico lombardo; Em 1505 é embelezado com algumas obras.

A igreja é uma basílica menor desde 1930.